# Баранець азійський
Баранець азійський (Gallinago stenura) — вид сивкоподібних птахів родини баранцевих (Scolopacidae).

## Поширення
Гніздиться на півночі Росії, а у нерозмножувальний період мігрує в Південну Азію, де трапляється від Пакистану до Індонезії. Окремі птахи можуть залітати аж до північно-західної та північної Австралії та Східної Африки. Середовищем його розмноження є вологі болота, арктична і бореальна тундра Росії. Птахи в негніздовому ареалі використовують різноманітні водно-болотні угіддя, але його також можна знайти в сухіших місцях існування, ніж інших баранців. Вони влаштовують гнізда в добре прихованому місці в землі.